# Chrysomantis centralis
Chrysomantis centralis är en bönsyrseart som beskrevs av Scott LaGreca och Atilio Lombardo 1987. Chrysomantis centralis ingår i släktet Chrysomantis och familjen Hymenopodidae. Inga underarter finns listade i Catalogue of Life.